# Около, Иуда Фаддей
Иуда Фаддей Около (англ. Jude Thaddeus Okolo; род. 18 декабря 1956, Кано, Колониальная Нигерия) — нигерийский прелат и ватиканский дипломат. Титулярный архиепископ Новицы со 2 августа 2008. Апостольский нунций в Центральноафриканской Республике и Чаде со 2 августа 2008 по 7 октября 2013. Апостольский нунций в Доминиканской Республике и апостольский делегат в Пуэрто-Рико с 7 октября 2013 по 13 мая 2017. Апостольский нунций в Ирландии с 13 мая 2017 по 1 мая 2022. Апостольский нунций в Чехии с 1 мая 2022.